# Farba Senghor
Pour les articles homonymes, voir Senghor.
Farba Senghor est un homme politique sénégalais, ancien conseiller spécial du président Abdoulaye Wade, qui a occupé plusieurs fonctions ministérielles. 

## Biographie
Conseiller spécial du chef de l'État, puis ministre délégué à la Solidarité nationale, Farba Senghor est ministre de l'Agriculture, de l'Hydraulique rurale et de la Sécurité alimentaire sous le premier gouvernement de Macky Sall et ministre de l'Agriculture et de la Sécurité alimentaire sous le second gouvernement de Macky Sall. 
Ministre de l'Artisanat et des Transports aériens dans le gouvernement de Cheikh Hadjibou Soumaré, également chargé de la propagande du Parti démocratique sénégalais (PDS), il est relevé de ses fonctions le 28 août 2008, à la suite de l'évocation de son nom dans le saccage des locaux de deux organes de presse, les quotidiens L'As et 24 Heures Chrono, le 16 août 2008 — dans un contexte général de dégradation des relations entre le pouvoir et la presse privée. Il a été remercié par le chef de l'État, Abdoulaye Wade, « pour faciliter le travail de la justice en toute indépendance et en toute liberté », selon le ministre de l'Information et porte-parole du gouvernement, Abdou Aziz Sow, et a été entendu par le procureur de la République le 1er septembre 2008.
Les attributions de Farba Senghor sont désormais réparties entre Habib Sy qui prend en charge les Transports aériens, en plus de ses responsabilités de ministre des Infrastructures, des transports terrestres, des télécoms et des TIC, et Aminata Lô, déjà ministre des Sénégalais de l'extérieur et du Tourisme, en ce qui concerne les charges liées à l'Artisanat.

## Vie privée
Père de trois filles et un garçon, il s'est marié avec Marieme Diallo, une femme travaillant au ministère des transports en 2008.